# Chasjbaataryn Tsagaanbaatar
Khashbaataryn Tsagaanbaatar, född 19 mars 1984 i Baruunturuun sum, Mongoliet, är en mongolisk judoutövare.
Han tog OS-brons i herrarnas extra lättvikt i samband med de olympiska judotävlingarna 2004 i Aten.